# Rutherglen
Rutherglen (gael. An Ruadh-Ghleann) – miasto w środkowej Szkocji, w hrabstwie South Lanarkshire, położone na południowym brzegu rzeki Clyde, w aglomeracji Glasgow. W 2011 roku liczyło 31 401 mieszkańców.
Miasto założone zostało w 1126 roku na mocy edyktu króla Dawida I jako jedno z pierwszych royal burghs, wkrótce stając się ważnym ośrodkiem handlu. W XIII wieku zbudowany został tu zamek, kilkakrotnie będący świadkiem zmagań Szkotów i Anglików podczas I wojny o niepodległość Szkocji. Zamek został doszczętnie spalony podczas wojny domowej w 1569 roku, z polecenia regenta Szkocji Jamesa Stewarta. Ostatnie ślady po zamku zostały zniszczone w XVIII wieku.
W przeszłości miasto było ośrodkiem włókiennictwa, wydobycia węgla i hutnictwa żelaza. W XIX wieku funkcjonowała tutaj stocznia.
Znajduje się tu stacja kolejowa Rutherglen.